# Смирнов, Михаил Александрович
Михаи́л Алекса́ндрович Смирно́в (род. 7 апреля 1977) — российский футболист, полузащитник.

## Карьера
Воспитанник школы СДЮШОР московского «Торпедо», первый тренер — Николай Николаевич Сенюков. Выступал за дубль автозаводцев в 1995—1996 годах. В 1997 году перешёл в павловское «Торпедо». В 1998—2010 годах защищал цвета клуба «Волочанин-Ратмир». Завершил карьеру в 2012 году в тверской «Волге».

## Достижения
- Бронзовый призёр зоны «Запад» Второго дивизиона: 2001